# Conferência de Segurança de Munique

Logo da MSC

A Conferência de Segurança de Munique (alemão Münchner Sicherheitskonferenz; inglês Munich Security Conference, MSC) é uma conferência de segurança internacional, realizada desde 1963 e visitado anualmente por políticos de segurança, militares industriais e de defesa. Nos últimos 50 anos, o encontro na capital da Baviera se tornou um dos mais importantes fóruns sobre segurança no mundo.
Conhecido desde o começo sob o nome Wehrkundetagung e Conferência de Munique sobre Política de Segurança. É o maior encontro do mundo de seu tipo e é realizada anualmente em fevereiro. As reuniões se realizam dentro do Hotel Bayerischer Hof, em Munique, Alemanha. A 50 ° Conferencia de Segurança foi realizada de 31 de janeiro a 2 fevereiro de 2014. 

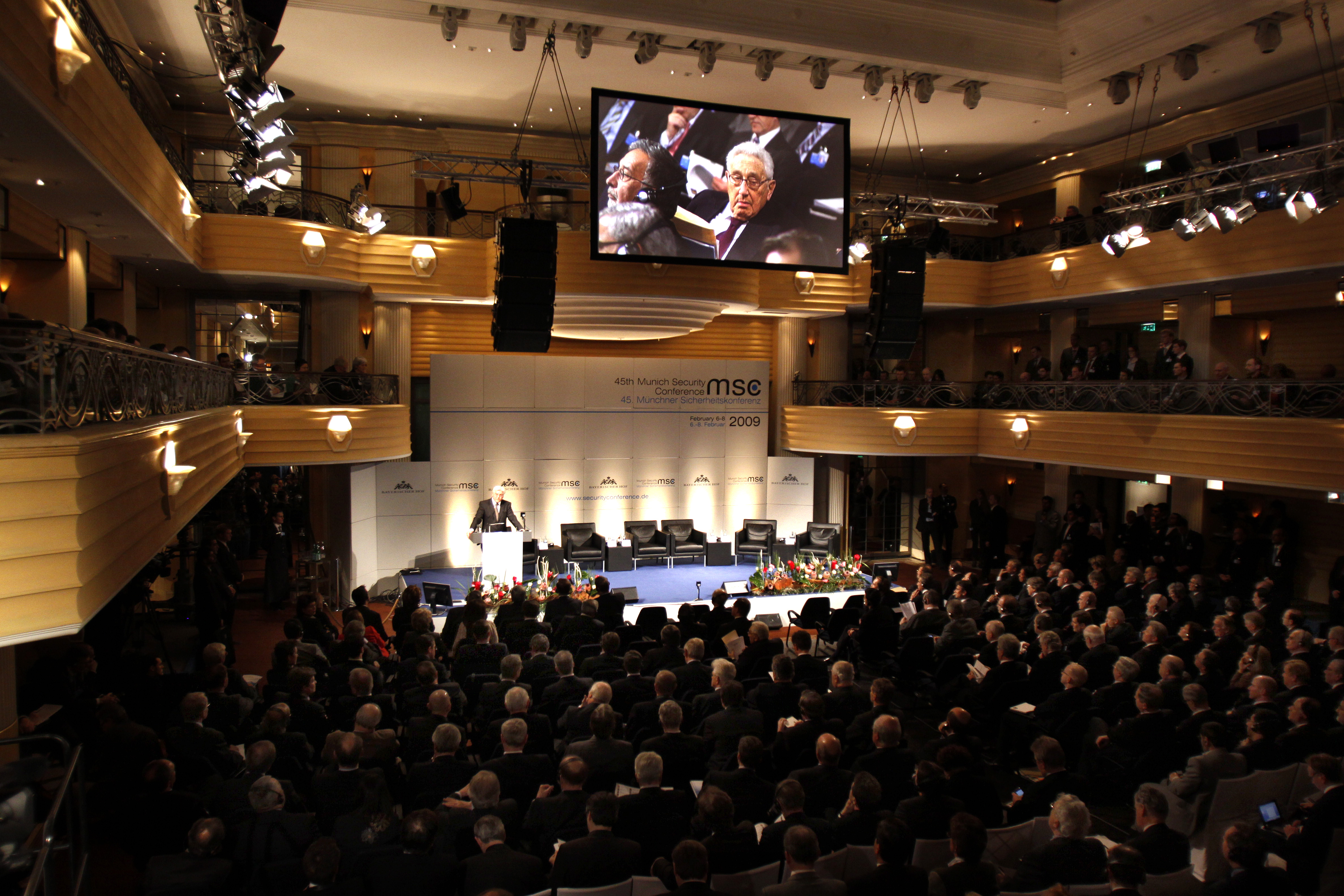
A sala de conferências em 2009

Ao longo das últimas décadas a Conferência de Segurança de Munique tornou-se a mais importante nesta área. Todos os anos proporciona a participantes de alto nível de todo o mundo um fórum para a discussão intensa sobre os desafios atuais e futuros, no âmbito da política de segurança. A Conferência de Segurança é sempre também um encontro da família transatlântica. Em 2013 o Ministro das Relações Exteriores brasileiro, Antônio Patriota, discursou pela primeira vez em Munique.
Concebida no meio da Guerra Fria, em 1963, como uma reunião dos países da Organização do Tratado do Atlântico Norte (Otan), com foco claro no conflito Leste-Oeste, a conferência sobre segurança de Munique sobreviveu a várias mudanças. Após a queda do Muro de Berlim, o fórum foi aberto primeiramente para os Estados da Europa Central e Europa Oriental, como também para a antiga União Soviética. Em seguida, o foco dos debates em Munique dirigiu-se cada vez mais para a Ásia. Atualmente, a conferência reflete a política de segurança e a globalização.
A conferência tornou-se um barômetro para indicar a mudança da política de segurança no século XXI. Além dos campos 'clássicos' da política de segurança, o encontro incorpora na agenda cada vez mais também temas 'leves', como as mudanças climáticas ou a cibersegurança.

## Ligações externos
- Pagina oficial da MSC (inglês)